# Shaun Morgan

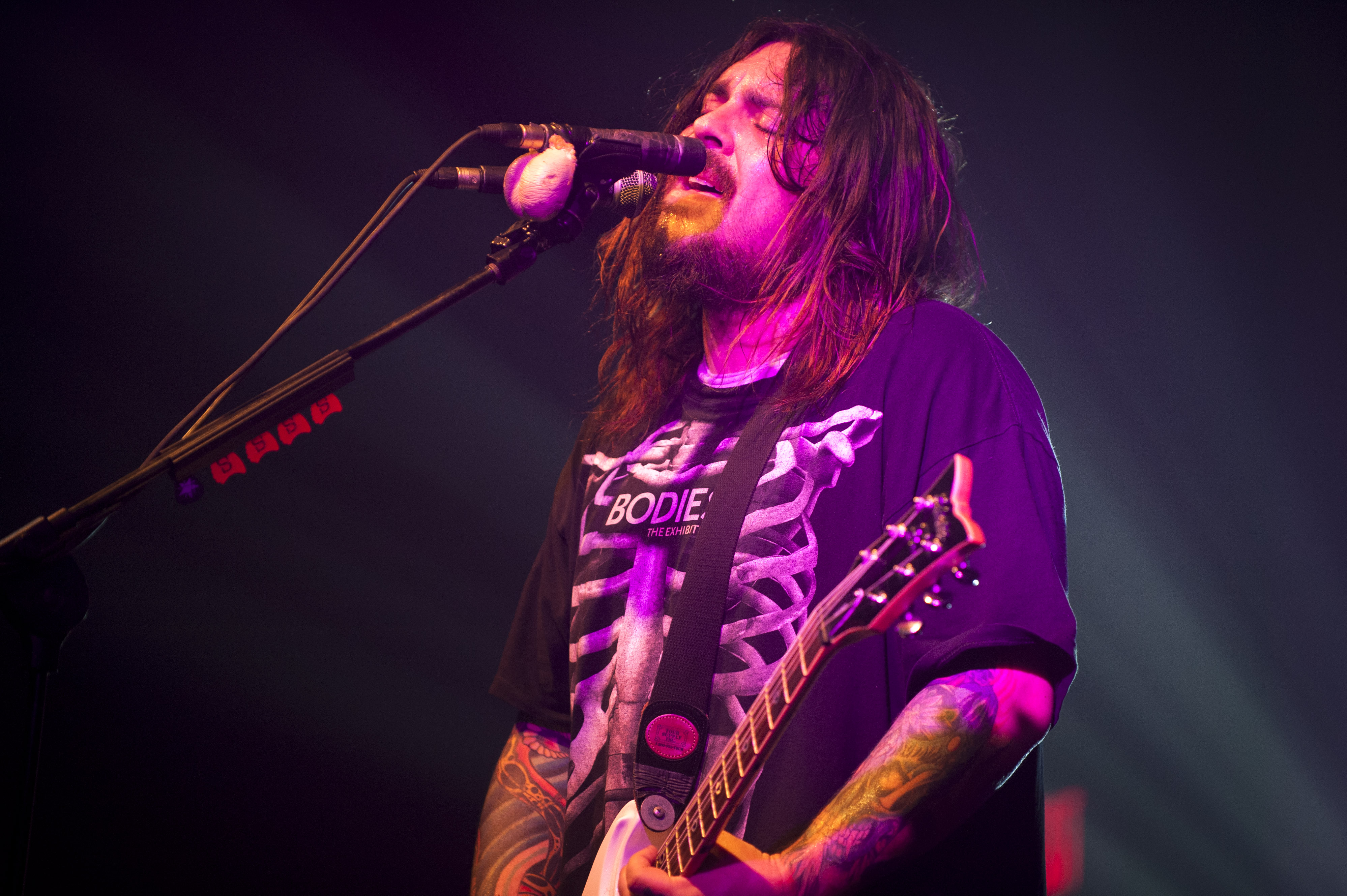
Shaun Morgan (2012)

Shaun Morgan Welgemoed (* 21. Dezember 1978 in Pietermaritzburg, Provinz Natal) ist ein südafrikanischer Musiker. Er ist Sänger, Songwriter und Gitarrist der Rockband Seether.

## Frühes Leben
Morgan verbrachte den größten Teil seines frühen Lebens in Südafrika. Seine Eltern ließen sich scheiden, als er noch ein Kind war. Morgan ist eines von drei Kindern; Er hatte einen Bruder, Eugene, der sich 2007 das Leben nahm, und eine Schwester, Lucy. Er war Schüler an der Merchiston Preparatory School und dem Maritzburg College in Pietermaritzburg, wo er in seinen ersten drei Jahren der High School ein produktiver Rugbyspieler in der ersten Reihe wurde. In seinem dritten Jahr, in dem er Rugby spielte, verletzte sich Morgan am Rücken und musste Rugby aufgeben, was ihn dann in seiner Leidenschaft, Gitarre zu spielen, bestärkte.
Im Alter von 14 Jahren entdeckte er die Grunge-Bewegung von Seattle, nachdem er Nirvanas Album Nevermind gehört hatte, das ihn dazu inspirierte, Musiker zu werden.

## Karriere
Vor der Gründung der Band Saron Gas war Morgan Mitglied einer Tribute-Band, die Songs von Musikern wie Creed und Tom Petty coverte. Im Mai 1999 wurde die Band Saron Gas gegründet. Sie waren ursprünglich vier Mitglieder, aber als der Sänger und Gitarrist nicht zur ersten Probe kam, entschied sich die Band, zu dritt zu bleiben, mit Morgan als Leadsänger und Gitarrist. Saron Gas hatte nur mäßigen Erfolg, bevor der Bassist im Januar 2000 aufhörte, was Morgan veranlasste, mit dem einzigen anderen guten Bassisten in Kontakt zu treten, den er kannte, Dale Stewart. Im selben Jahr veröffentlichte die Band ein Album mit dem Titel Fragile.
Im Januar 2002 zogen sie in die Vereinigten Staaten, um bei Wind-Up Records einen Vertrag zu unterschreiben. Während dieser Zeit kehrte der ursprüngliche Schlagzeuger der Band nach Südafrika zurück, während die beiden verbliebenen Mitglieder auf Wunsch von Wind-Up über einen neuen Bandnamen nachdenken mussten. Schließlich einigten sie sich auf Seether nach dem gleichnamigen Lied von Veruca Salt. Um diese Zeit entschied sich Shaun Morgan Welgemoed, seinen zweiten Vornamen als seinen Nachnamen professionell zu verwenden, während er für Seether auftrat, weil einige Amerikaner sich schwer tun, „Welgemoed“ auszusprechen. Am 20. August 2002 veröffentlichte Seether ihr Debütalbum Disclaimer, das 2004 als Disclaimer II mit einigen weiteren Songs remixt und wiederveröffentlicht wurde.
Seitdem veröffentlichte Seether sechs weitere Studioalben: Karma and Effect (2005), Finding Beauty in Negative Spaces (2007), Holding Onto Strings Better Left to Fray (2011), Isolate and Medicate (2014), Poison the Parish (2017) und Si Vis Pacem, Para Bellum (2020). Außerdem veröffentlichten sie 2006 die Live-CD/DVD One Cold Night.
2013 arbeitete Morgan mit der Hall-of-Fame-Band Lynyrd Skynyrd und dem Gitarristen John 5 an Sad Song zusammen, einem Track, der auf der Sonderausgabe von Lynyrd Skynyrds Album Last of a Dyin’ Breed erschien.
Zu den Bands, die Morgan beeinflussten, gehören Nirvana, Portishead, Silverchair, The Beatles, Metallica, Stone Temple Pilots, Nine Inch Nails, Mad Season, Rage Against the Machine, Black Sabbath, Korn, Soundgarden, Led Zeppelin, Alice in Chains, Pearl Jam und Deftones.

## Ausstattung
Shaun Morgan wurden ursprünglich ein Endorsement und ein Signaturmodell von PRS Guitars angeboten; er lehnte aber ab. Er wurde von Schecter Guitars früh in seiner Karriere ausgerüstet und blieb bis 2019 bei ihnen. Heute spielt er eine Music Man StingRay RS.

## Privates
Von 2003 bis 2005 war Morgan mit der Evanescence-Sängerin Amy Lee liiert. Sie schrieb den Song Call Me When You’re Sober über ihre Beziehung zu ihm.
Am 13. August 2007 tötete sich Morgans Bruder Eugene Welgemoed selbst, nur wenige Wochen bevor Finding Beauty in Negative Spaces veröffentlicht wurde. Als das Album fertig war, gab es keine Verzögerung bei seiner Ausgabe, aber die Platte war Eugene gewidmet. Eugene sprang am Montag, den 13. August 2007 kurz nach Mitternacht aus einem Fenster im achten Stock des Radisson Hotels in Rapid City, South Dakota, in den Tod. Laut Polizei wurde bei dem Tod kein Fremdverschulden vermutet und nach einer Untersuchung als Selbstmord gewertet. Seethers Lied Rise Above This ist eine Hommage an Eugene. Morgan hat 1308 auf seinen vier rechten Fingern tätowiert und 2007 auf seinen vier linken Fingern, was das Datum markiert, an dem sein Bruder starb.
Am 3. Mai 2021 heiratete Morgan Jordan Kirby. Sie haben eine Tochter. Die Familie lebt in Tennessee.

## Diskografie

### Saron Gas
- 1999: Fragile

### Seether

#### Studioalben
- 2002: Disclaimer
- Disclaimer II (2004)
- 2005: Karma and Effect
- 2007: Finding Beauty in Negative Spaces
- 2011: Holding On to Strings Better Left to Fray
- Isolat und Medizin (2014)
- Poison the Parish (2017)
- Si Vis Pacem, Para Bellum (2020)

#### Live-Alben
- 2006: One Cold Night

#### Digitale Alben
- 2008: iTunes Originals – Seether
- 2008: Rhapsody Originals – Seether

### Kollaborationen
- 2008: Art of Dying featuring Shaun Morgan – „Die Trying“
- HURT featuring Shaun Morgan – „World Ain’t Right“ auf dem Album Goodbye to the Machine (2009)
- Akustisches Cover von Alice in Chains' „Nutshell“, mit Brent Smith, Leadsänger von Shinedown. Das Lied ist auf The 97X Green Room: Volume 2zu hören, einem Radiosender mit Sitz in Tampa, Florida.